# Discografia de Snow Patrol
A discografia de Snow Patrol, uma banda norte-irlandesa de rock alternativo, consiste de cinco álbuns de estúdios, dezenove singles e dois EP. Formada em 1994 por Gary Lightbody (vocal, guitarra) e Mark McClelland (baixo, teclado), sobre o nome de "Shrug", mais tarde mudaram para "Polarbear", antes de seu nome atual em 1997.  Baterista Jonny Quinn, guitarrista Nathan Connolly, baixista e backing vocal Paul Wilson e tecladista Tom Simpson entraram depois, substituindo McClelland que abandonou em 2005.
O primeiro lançamento de Snow Patrol foi o Starfighter Pilot EP, lançado ainda sobre o nome de "Polarbear" em 1997.  Depois mudando seu nome para "Snow Patrol", Songs for Polarbears foi lançado em 1998, e foi recebido com algumas críticas, mas ultimamente falhou no sucesso.  O mesmo fato foi encontrado pelo seu sucessor, When It's All Over We Still Have to Clear Up, lançado em 2001.  Seu suceosso veio na forma da música "Run", lançado em 2004 do seu aclamado álbum Final Straw.  O single alcançou número 5 como bem nas paradas de música da Irlanda, Estados Unidos e Austrália.  Três outros singles lançados do álbum, "Chocolate", "Spitting Games" e "How to Be Dead", ainda no Reino Unido.
Snow Patrol já vendeu mais de 13 milhões de álbuns pelo mundo inteiro.

## Álbuns de Estúdio
| Título                                       | Detalhes do álbum                                                                                                   | Melhor posição | Melhor posição | Melhor posição | Melhor posição | Melhor posição | Melhor posição | Melhor posição | Melhor posição | Melhor posição | Melhor posição | Certificações     |
| Título                                       | Detalhes do álbum                                                                                                   | UK             | AUS            | AUT            | BEL (FLA)      | ALE            | IRL            | HOL            | NZL            | SUI            | EUA            | Certificações     |
| -------------------------------------------- | --- | -------------- | -------------- | -------------- | -------------- | -------------- | -------------- | -------------- | -------------- | -------------- | -------------- | ----------------- |
| Songs for Polarbears                         | - Lançamento: 31 de agosto de 1998 - Gravadora: Jeepster - Formatos: CD, LP                                         | 143            | —              | —              | —              | —              | 90             | —              | —              | —              | —              | - UK: Ouro        |
| When It's All Over We Still Have to Clear Up | - Lançamento: 5 de março de 2001 - Gravadora: Jeepster - Formatos: CD, LP                                           | 129            | —              | —              | —              | —              | —              | —              | —              | —              | —              | - UK: Ouro        |
| Final Straw                                  | - Lançamento: 4 de agosto de 2003 - Gravadora: Fiction / Interscope - Formatos: CD, LP, SACD, CD+DVD                | 3              | —              | —              | —              | —              | 1              | 49             | —              | —              | 91             | - EUA: Ouro       |
| Eyes Open                                    | - Lançamento: 1 de maio de 2006 - Gravadora: Fiction / Interscope - Formatos: CD, LP, CD+DVD, download digital      | 1              | 1              | 3              | 9              | 17             | 1              | 6              | 1              | 15             | 27             | - EUA: Platina    |
| A Hundred Million Suns                       | - Lançamento: 24 de outubro de 2008 - Gravadora: Fiction / Interscope - Formatos: CD, LP, CD+DVD, download digital  | 2              | 6              | 17             | 16             | 14             | 1              | 8              | 6              | 7              | 9              | - IRL: 3× Platina |
| Fallen Empires                               | - Lançamento: 11 de novembro de 2011 - Gravadora: Fiction / Interscope - Formatos: CD, LP, CD+DVD, download digital | 3              | 24             | 10             | 4              | 3              | 1              | 1              | 27             | 6              | 5              | - ALE: Ouro       |
| Wildness                                     | - Lançamento: 25 de maio de 2018 - Gravadora: Polydor / Republic - Formatos: CD, LP, download digital               | 2              | 12             | 11             | 2              | 9              | 1              | 5              | —              | 3              | 49             | - UK: Ouro        |
| The Forest Is the Path                       | - Lançamento: 13 de setembro de 2024 - Gravadora: Polydor - Formatos: CD, LP, download digital                      | 1              | —              | —              | 12             | 13             | 2              | 3              | —              | 10             | —              |                   |

## EPs
| Ano  | EP                                                    |
| ---- | ----------------------------------------------------- |
| 1997 | Starfighter Pilot - Gravadora: Electric Honey         |
| 2005 | Live and Acoustic at Park Ave. - Gravadora: Universal |
| 2009 | iTunes Live From London - Label: Polydor              |

## Compilações
| Título        | Detalhes do álbum | Melhor posição | Melhor posição | Melhor posição | Melhor posição | Melhor posição | Melhor posição | Melhor posição | Melhor posição | Melhor posição | Melhor posição | Certificações     |
| Título        | Detalhes do álbum | UK             | AUS            | AUT            | DIN            | BEL (FLA)      | ALE            | IRL            | HOL            | SUI            | EUA            | Certificações     |
| ------------- | --- | -------------- | -------------- | -------------- | -------------- | -------------- | -------------- | -------------- | -------------- | -------------- | -------------- | ----------------- |
| Up to Now     | - Lançamento: 6 de novembro de 2009 - Gravadora: Fiction/Interscope - Formatos: 2×CD, digipak, box set, download digital | 3              | 54             | 62             | 2              | 8              | 38             | 5              | 5              | 36             | 182            | - IRL: 2× Platina |
| Greatest Hits | - Lançamento: 28 de maio de 2013 - Gravadora: Polydor Records - Formatos: CD, download digital                           | —              | —              | —              | —              | —              | —              | —              | —              | —              | 113            | -                 |

## Singles
| Ano  | Música                                            | Posições nas Paradas | Posições nas Paradas | Posições nas Paradas | Posições nas Paradas | Posições nas Paradas | Posições nas Paradas | Posições nas Paradas | Posições nas Paradas | Posições nas Paradas | Posições nas Paradas | Posições nas Paradas | Posições nas Paradas | Posições nas Paradas | Posições nas Paradas | Posições nas Paradas | Posições nas Paradas | Álbum                                        |
| Ano  | Música                                            | UK                   | AUT                  | AUS                  | BEL                  | CAN                  | ALE                  | FRA                  | IRL                  | HOL                  | NOR                  | NZ                   | SUE                  | SUI                  | EUA                  | EUA Mod. Rock        | EUA Pop              | Álbum                                        |
| ---- | ------------------------------------------------- | -------------------- | -------------------- | -------------------- | -------------------- | -------------------- | -------------------- | -------------------- | -------------------- | -------------------- | -------------------- | -------------------- | -------------------- | -------------------- | -------------------- | -------------------- | -------------------- | -------------------------------------------- |
| 1998 | "Little Hide"                                     | —                    | —                    | —                    | —                    | —                    | —                    | —                    | —                    | —                    | —                    | —                    | —                    | —                    | —                    | —                    | —                    | Songs for Polarbears                         |
| 1998 | "One Hundred Things..."                           | 157                  | —                    | —                    | —                    | —                    | —                    | —                    | —                    | —                    | —                    | —                    | —                    | —                    | —                    | —                    | —                    | Songs for Polarbears                         |
| 1998 | "Velocity Girl/Absolute Gravity"                  | 177                  | —                    | —                    | —                    | —                    | —                    | —                    | —                    | —                    | —                    | —                    | —                    | —                    | —                    | —                    | —                    | Songs for Polarbears                         |
| 1999 | "Starfighter Pilot"                               | 161                  | —                    | —                    | —                    | —                    | —                    | —                    | —                    | —                    | —                    | —                    | —                    | —                    | —                    | —                    | —                    | Songs for Polarbears                         |
| 2000 | "Ask Me How I Am"                                 | 116                  | —                    | —                    | —                    | —                    | —                    | —                    | —                    | —                    | —                    | —                    | —                    | —                    | —                    | —                    | —                    | When It's All Over We Still Have to Clear Up |
| 2001 | "One Night Is Not Enough"                         | 105                  | —                    | —                    | —                    | —                    | —                    | —                    | —                    | —                    | —                    | —                    | —                    | —                    | —                    | —                    | —                    | When It's All Over We Still Have to Clear Up |
| 2003 | "Spitting Games"                                  | 54                   | —                    | —                    | —                    | —                    | —                    | —                    | —                    | —                    | —                    | —                    | —                    | —                    | —                    | 39                   | —                    | Final Straw                                  |
| 2004 | "Run"                                             | 5                    | —                    | 76                   | —                    | —                    | —                    | —                    | 25                   | 71                   | —                    | —                    | —                    | —                    | —                    | 15                   | —                    | Final Straw                                  |
| 2004 | "Chocolate"                                       | 24                   | —                    | —                    | —                    | —                    | —                    | —                    | 40                   | 34                   | —                    | —                    | —                    | —                    | —                    | 40                   | —                    | Final Straw                                  |
| 2004 | "Spitting Games" (re-lançamemto)                  | 23                   | —                    | —                    | —                    | —                    | —                    | —                    | 41                   | —                    | —                    | —                    | —                    | —                    | —                    | —                    | —                    | Final Straw                                  |
| 2004 | "How to Be Dead"                                  | 39                   | —                    | —                    | —                    | —                    | —                    | —                    | 42                   | —                    | —                    | —                    | —                    | —                    | —                    | —                    | —                    | Final Straw                                  |
| 2006 | "You're All I Have"                               | 7                    | —                    | —                    | —                    | —                    | 100                  | —                    | 12                   | 88                   | —                    | 25                   | —                    | —                    | —                    | 27                   | —                    | Eyes Open                                    |
| 2006 | "Hands Open"                                      | —                    | —                    | —                    | —                    | —                    | —                    | —                    | 18                   | —                    | —                    | 34                   | —                    | —                    | —                    | 21                   | —                    | Eyes Open                                    |
| 2006 | "Chasing Cars"                                    | 6                    | 2                    | 53                   | 3                    | 28                   | 8                    | 57                   | 6                    | 21                   | 17                   | 3                    | 40                   | 4                    | 5                    | 8                    | 6                    | Eyes Open                                    |
| 2006 | "Set the Fire to the Third Bar"                   | 18                   | —                    | —                    | 41                   | —                    | —                    | —                    | 26                   | —                    | —                    | —                    | —                    | —                    | —                    | —                    | —                    | Eyes Open                                    |
| 2007 | "Open Your Eyes"                                  | 26                   | —                    | 53                   | —                    | 10                   | 73                   | —                    | 21                   | —                    | —                    | —                    | —                    | —                    | —                    | —                    | —                    | Eyes Open                                    |
| 2007 | "Shut Your Eyes"                                  | —                    | 12                   | —                    | 1                    | —                    | 15                   | —                    | —                    | 17                   | —                    | —                    | —                    | 26                   | —                    | —                    | —                    | Eyes Open                                    |
| 2007 | "Headlights on Dark Roads"                        | —                    | —                    | —                    | —                    | —                    | —                    | —                    | —                    | —                    | —                    | —                    | —                    | —                    | —                    | —                    | —                    | Eyes Open                                    |
| 2007 | "Signal Fire"                                     | 4                    | —                    | 22                   | —                    | —                    | —                    | 23                   | 2                    | —                    | —                    | —                    | —                    | 48                   | 65                   | —                    | 59                   | Spider-Man 3 Soundtrack                      |
| 2008 | "Take Back the City"                              | 6                    | 35                   | 31                   | —                    | —                    | 42                   | —                    | 4                    | 36                   | —                    | 33                   | 40                   | 46                   | —                    | 32                   | —                    | A Hundred Million Suns                       |
| 2008 | "Crack the Shutters"                              | 43                   | 52                   | 80                   | —                    | —                    | —                    | —                    | 32                   | 36                   | —                    | —                    | 29                   | —                    | 111                  | —                    | —                    | A Hundred Million Suns                       |
| 2009 | "If There's a Rocket Tie Me to It"                | 133                  | —                    | —                    | —                    | —                    | —                    | —                    | —                    | —                    | —                    | —                    | —                    | —                    | —                    | —                    | —                    | A Hundred Million Suns                       |
| 2009 | "The Planets Bend Between Us"                     | —                    | —                    | —                    | —                    | —                    | —                    | —                    | —                    | 8                    | —                    | —                    | —                    | —                    | —                    | —                    | —                    | A Hundred Million Suns                       |
| 2009 | "Just Say Yes"                                    | 15                   | 38                   | 87                   | 6                    | —                    | 47                   | —                    | 6                    | 1                    | —                    | —                    | —                    | —                    | —                    | —                    | —                    | Up to Now                                    |
| 2009 | "An Olive Grove Facing the Sea" (versão de 2009)  | —                    | —                    | —                    | —                    | —                    | —                    | —                    | —                    | —                    | —                    | —                    | —                    | —                    | —                    | —                    | —                    | Up to Now                                    |
| 2011 | "Called Out in the Dark"                          | 11                   | 79                   | 23                   | 7                    | —                    | 15                   | —                    | 5                    | 10                   | —                    | 35                   | —                    | 11                   | 78                   | —                    | —                    | Fallen Empires                               |
| 2011 | "This Isn't Everything You Are"                   | 40                   | —                    | —                    | 9                    | —                    | —                    | —                    | 18                   | 42                   | —                    | —                    | —                    | —                    | —                    | —                    | —                    | Fallen Empires                               |
| 2011 | "New York"                                        | —                    | —                    | —                    | 66                   | —                    | —                    | —                    | 61                   | —                    | —                    | —                    | —                    | —                    | 102                  | —                    | —                    | Fallen Empires                               |
| 2012 | "In the End"                                      | 197                  | —                    | —                    | 43                   | —                    | —                    | —                    | —                    | 35                   | —                    | —                    | —                    | —                    | —                    | —                    | —                    | Fallen Empires                               |
| 2012 | "Lifening"                                        | —                    | —                    | —                    | 55                   | —                    | —                    | —                    | —                    | —                    | —                    | —                    | —                    | —                    | —                    | —                    | —                    | Fallen Empires                               |
| 2013 | "The Lightning Strike (What If This Storm Ends?)" | —                    | —                    | —                    | —                    | —                    | —                    | —                    | —                    | —                    | —                    | —                    | —                    | —                    | —                    | —                    | —                    | A Hundred Million Suns e Greatest Hits       |
| 2018 | "Don't Give In"                                   | —                    | —                    | —                    | 5                    | —                    | —                    | —                    | 84                   | —                    | —                    | —                    | —                    | —                    | —                    | —                    | —                    | Wildness                                     |
| 2018 | "Life on Earth"                                   | —                    | —                    | —                    | —                    | —                    | —                    | —                    | —                    | —                    | —                    | —                    | —                    | —                    | —                    | —                    | —                    | Wildness                                     |
| 2018 | "What If This Is All the Love You Ever Get?"      | —                    | —                    | —                    | —                    | —                    | —                    | —                    | —                    | —                    | —                    | —                    | —                    | —                    | —                    | —                    | —                    | Wildness                                     |
| 2018 | "Empress"                                         | —                    | —                    | —                    | 56                   | —                    | —                    | —                    | —                    | —                    | —                    | —                    | —                    | —                    | —                    | —                    | —                    | Wildness                                     |
| 2018 | "Heal Me"                                         | —                    | —                    | —                    | 88                   | —                    | —                    | —                    | —                    | —                    | —                    | —                    | —                    | —                    | —                    | —                    | —                    | Wildness                                     |

## DVD
- Live at Somerset House (2004)

## Outros
- 2003 - It's a Cool Cool Christmas - "When I Get Home for Christmas"
- 2004 - The Trip (compilado por Snow Patrol)[50]
- 2005 - Acoustic 05 - "Run"
- 2006 - Colours Are Brighter - "I am an Astronaut"
- 2006 - The Acoustic Album - "Run"

## Videoclipes
| Ano  | Música                                       | Diretor(es)                      |
| ---- | -------------------------------------------- | -------------------------------- |
| 1998 | "Little Hide"                                | Gavin Gordon-Rogers              |
| 1999 | "Starfighter Pilot"                          | James Hyman e Eddy Temple-Morris |
| 2000 | "Ask Me How I Am"                            | Huse Monfaradi                   |
| 2003 | "Run"                                        | Paul Gore                        |
| 2004 | "Spitting Games"                             | Paul Gore                        |
| 2004 | "How to be Dead"                             | Dick Carruthers e Mark Thomas    |
| 2005 | "Chocolate"                                  | Marc Webb                        |
| 2006 | "You're All I Have"                          | Barnaby Roper                    |
| 2006 | "Hands Open"                                 | Patrick Daughters                |
| 2006 | "Chasing Cars"                               | Nick Brandt/Arni & Kinski        |
| 2006 | "Set the Fire to the Third Bar"              | Paul McGuigan                    |
| 2008 | "Take Back the City"                         | Alex Courtes                     |
| 2008 | "Crack the Shutters"                         | Kevin Godley                     |
| 2009 | "If There's A Rocket Tie Me To It"           | Daniel Brereton                  |
| 2009 | "Just Say Yes"                               | Blue Leach                       |
| 2011 | "Called Out in the Dark"                     | Brett Simon                      |
| 2011 | "This Isn't Everything You Are"              | Brett Simon                      |
| 2012 | "In the End"                                 | Brett Simon                      |
| 2012 | "New York"                                   | Brett Simon                      |
| 2018 | "Don't Give In"                              | Brett Simon                      |
| 2018 | "Life On Earth"                              | Brett Simon                      |
| 2018 | "What If This Is All The Love You Ever Get?" | Brett Simon                      |
| 2018 | "Empress"                                    | Brett Simon                      |
| 2018 | "Life And Death"                             | Richard Davis                    |
| 2018 | "A Dark Switch"                              | Brett Simon                      |
| 2018 | "A Youth Written In Fire"                    | Brett Simon                      |
| 2018 | "Wild Horses"                                | Brett Simon                      |
| 2018 | "Soon"                                       | Brett Simon                      |